# Gelâmio
Gelâmio (em latim: Gelamius) ou Guelã (em armênio: Գեղամ; romaniz.: Gełam) foi um lendário patriarca armênio (naapetes). De acordo com a tradição armênia, preservada principalmente na história de Moisés de Corene, era filho de Amásia e tataraneto de Haico, o primeiro patriarca dos armênios.

## Narrativa
Gelâmio era filho de Amásia e tataraneto de Haico, o primeiro patriarca dos armênios. Diz-se que nasceu em Armavir e era irmão de Fároco e Solácio. Com a morte de seu pai, o sucedeu como líder armênio. Depois de residir alguns anos em Armavir, gerou seu filho Harmai, que deixou na cidade antes de se dirigir à montanha a noroeste do lago Sevã. Fundou uma vila chamada Guelarcuni (Gełarkuni), no sopé do monte Guel (Geł), ambos batizados em sua honra. O próprio lago, pelos mesmos propósitos, foi nomeado Guelã (Gełam). Enquanto viveu em Guelarcuni, gerou Sisaque, a quem deu como herança seus territórios a leste do lago em direção a uma planície onde o rio Araxes corta as cavernas rochosas das montanhas, passa pelas ravinas longas e estreitas e desce à planície; essa região seria mais tarde nomeada Siúnia (Siunique) em referência a Sisaque. Depois, Gelâmio retornou à planície, onde, no sopé do monte Guel, num vale seguro, construiu a cidade de Guelami (Gełami), que mais tarde foi rebatizada como Garni em honra a seu neto Garnique, de cuja descendência nasceria Varaz (Vazaž), epônimo da família Varasnúnio e fundador de Razdã. Quando Gelâmio eventualmente morreu, foi sucedido por Harmai.